# Александр VII
Алекса́ндр VII (лат. Alexander PP. VII, в миру Фа́био Ки́джи, итал. Fabio Chigi; 13 февраля 1599[…], Сиена, Тоскана — 22 мая 1667[…], Рим) — папа римский с 7 апреля 1655 года по 22 мая 1667 года.

## Ранние годы
Фабио Киджи родился 13 февраля 1599 года в Сиене в известной итальянской банкирской семье. 
Он приходился внучатым племянником папе Павлу V (1605 — 1621). Киджи получил отличное образование, добился докторских степеней по философии, праву и теологии в университете Сиены.

## Папский легат и госсекретарь

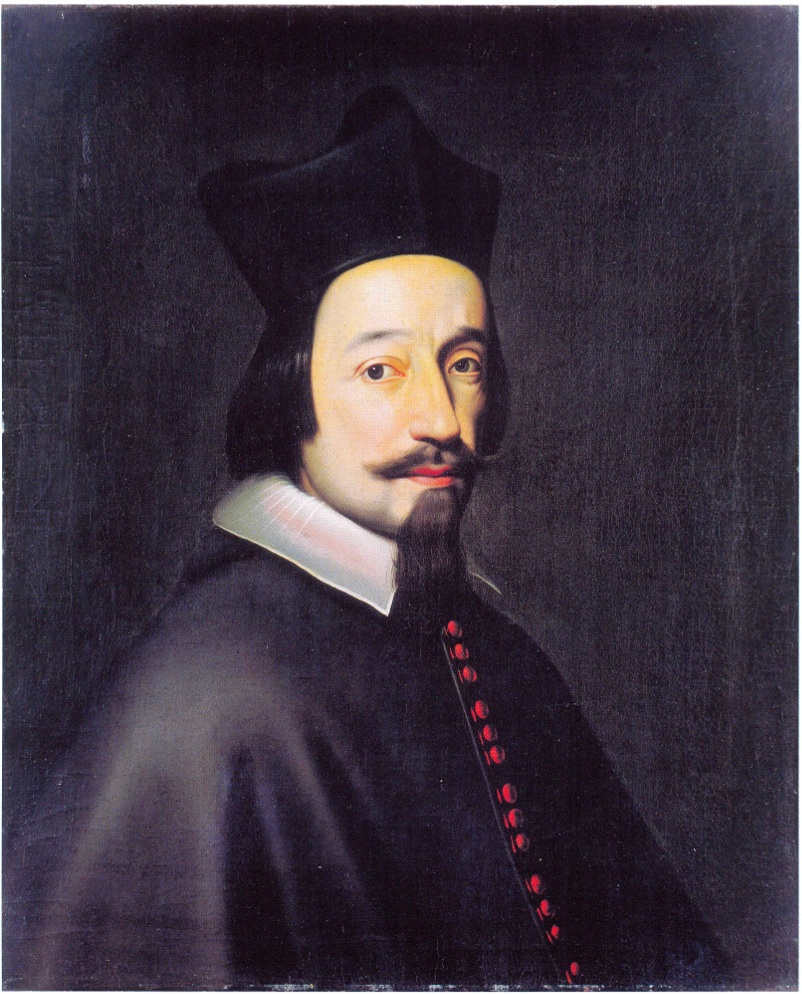
Папский нунций Фабио Киджи, худ. Ансельм ван Гулле (ок. 1646)

После получения священнического сана Киджи поступил на папскую службу. 
В 1627 году он по рекомендации двух кардиналов был назначен Главным инквизитором Мальты, а затем тринадцать лет выполнял функции папского нунция в Кёльне (1639 — 1651). Он представлял интересы папы при заключении в 1648 году Вестфальского мира, выражая протесты папы против уступок лютеранам.
Папа Иннокентий X (1644 — 1655) отозвал Киджи в Рим, а затем сделал его госсекретарём Святого Престола и в 1651 году — кардиналом церкви Санта-Мария-дель-Пополо.

## Избрание
Когда Иннокентий X умер, Киджи, кандидат от испанской фракции в Коллегии кардиналов, был избран папой после восьмидесяти дней конклава, несмотря на сопротивление французского двора. 7 апреля 1655 года он принял имя Александра VII.

## Папство

### Непотизм
Его непотизм был более умеренным, поскольку род Киджи и так обладал большим состоянием. В первый год своего правления Александр VII жил просто и даже запретил своим родственникам посещать Рим. Хронист Джон Брагрейв, побывав в Риме в период правления Александра, писал:
В первые месяцы своего правления он столь проникся евангельской жизнью, что вкушал простую пищу, спал на жёстком диване, ненавидел богатство, славу и великолепие, часто спускался в гроты и уединялся в склепах, полных черепов, чтобы подумать о вечном. Слухи о его чрезвычайной святости распространились очень далеко. Но вскоре после своего утверждения на папском престоле он изменил свой образ жизни. Смирение сменилось тщеславием, его жёсткая кушетка превратилась в мягкую перину, его пребывание у гробов, полных мертвецов, сменилось пребыванием у гробов, полных золотом...
24 апреля 1656 года он заявил, что его брат и племянники прибудут в город, чтобы помогать ему в делах. Управление делами престола скоро сосредоточилось в руках его родственников, которым папа предоставил самые высокооплачиваемые гражданские и церковные должности и самые роскошные поместья.

### Благоустройство Рима
Благодаря папскому меценатству в Риме возникали шедевры баро́чной архитектуры. Именно в это время на площади Собора св. Петра была сооружена прекрасная колоннада — произведение итальянского архитектора Джованни Лоренцо Бернини (1598 — 1680).
Александр проявлял личный интерес к архитектурным проектам и записывал их в своих дневниках. Его проектами в Риме являются церковь и площадь перед Санта-Мария-делла-Паче, улица Корсо, Площадь Колонны, перепланировка Порта-дель-Пополо, Пьяцца-дель-Пополо и Санта-Мария-дель-Пополо, Площадь Святого Петра, интерьер Ватиканского дворца, Сант-Андреа-аль-Квиринале, часть Квиринальского дворца, обелиск и слон на площади Пьяцца-делла-Минерва.

## Внешняя политика

### Швеция
В период правления Александра VII шведская королева Кристина (1632 — 1654) перешла в католицизм. После своего отречения Кристина переехала в Рим, и папа стал её покровителем и благодетелем.

### Франция
Отношения с Францией ухудшились. Кардинал Мазарини, премьер-министр юного Людовика XIV (1643 — 1715), выступал против папы в ходе переговоров, приведших к Вестфальскому миру, и защищал прерогативы галльской церкви. Во время конклава он был враждебен к Киджи, но в конце концов был принуждён признать его компромиссным кандидатом. Несмотря на это, Мазарини отговорил Людовика XIV отправлять посольство к Александру VII с поздравлениями. В 1662 году французским послом в Риме был назначен герцог де Креки. В результате его злоупотреблений состоялась ссора между Францией и папством, папа на время утратил контроль над Авиньоном и был вынужден принять унизительный Пизанский договор 1664 года.

### Португалия
Папа выступает против независимости Португалии, провозглашённой в 1640 году, и вступил с ней в затяжные споры.

### Восток
В декабре 1655 года папа принял польского иезуита Михала Бойма, доставившего ему письма от двора последнего императора династии Мин Чжу Юлана, прятавшегося в это время от маньчжурских оккупантов на юго-западе страны. Крещёные особы, приближённые к императору — вдовствующая императрица Елена Ван и главный императорский евнух Ахиллес Пан — обращались к римскому престолу за помощью против маньчжуров, в надежде на то, что папа сможет соответственным образом повлиять на светских правителей Европы. Их надежде не суждено было сбыться, и Бойм вернулся в Китай с вежливым, но бесполезным ответом.

## Церковные дела

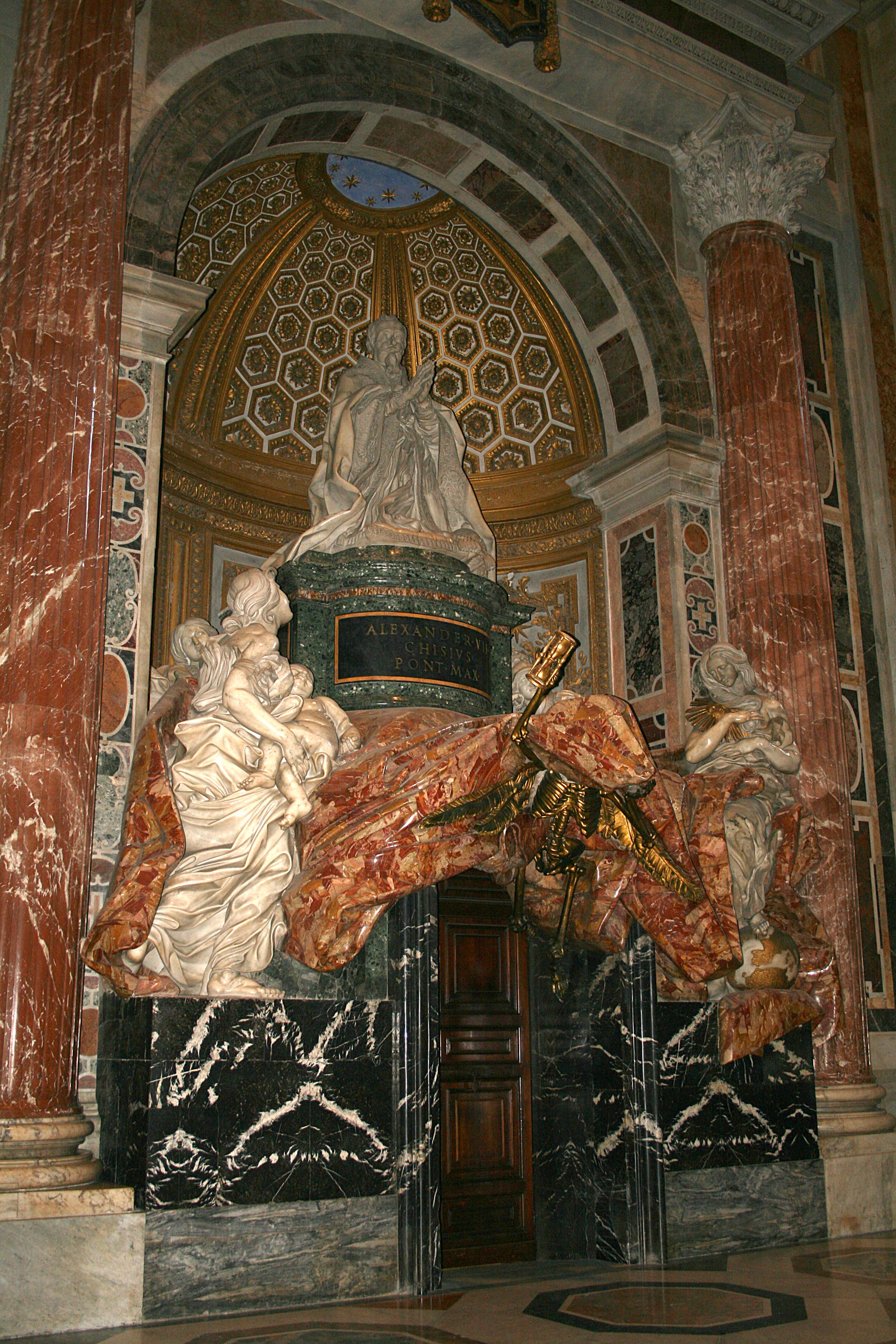
Гробница папы Александра VII в базилике Святого Петра (Ватикан)

Александр VII поддерживал иезуитов. Когда венецианцы обратились к нему за помощью против турок-османов, Александр добился от них обещания, что взамен помощи иезуитам будет разрешено вернуться на венецианские территории, из которых они были изгнаны в 1606 году.
Александр, как и его предшественник, осудил идеи янсенистского ригоризма.

## Смерть
Александр VII умер в 1667 году и похоронен в гробнице, сооруженной по проекту Джованни Лоренцо Бернини, в базилике Святого Петра.
«Александр — папа только по названию, — писал Джакомо Квирини, личный секретарь Александра. — Вопросы управления церковью он отодвигает от себя и думает только о том, чтобы жить в ничем не нарушаемом спокойствии духа».

## Наследие
Александр VII не любил государственные дела и предпочитал литературу и философию. Коллекция его латинских стихов была издана в Париже в 1656 году под названием «Philomathi Labores Juveniles» ("Юношеские стихи Филомата или Любителя Знания"). Он также любил архитектуру и лично участвовал в разработке проектов застройки римских улиц, был покровителем Джованни Лоренцо Бернини. На его собственные деньги были украшены церкви Санта-Мария-дель-Пополо, титульные церкви нескольких кардиналов, рукоположенных папой, Ватиканская базилика. Он также финансировал строительство  скульптором Бернини колоннады на площади собора Святого Петра.